# Black Cars
Black Cars is het achtste studioalbum van de Canadese zanger van Italiaanse afkomst Gino Vannelli. Het album kwam in 1985 uit, en werd geproduceerd door Gino en zijn broers Joe en Ross. Van het album kwam de hit "Hurts to Be in Love".
- Gino Vannelli - zang, slagwerk, gitaar
- Joe Vannelli - synthesizers, bassynthesizer, elektrische en akoestische piano
- Mark Craney - slagwerk
- Dave Garibaldi - slagwerk
- Jimmy Haslip - basgitaar
- Mike Miller - gitaar, akoestische gitaar, solo gitaar
- Ross Vannelli - percussie, basgitaar
- John Messerschmidt - achtergrondzang
- Lori Leiberman - achtergrondzang

## Tracks
1. "Black Cars" (Gino Vannelli, Roy Freeland) - 3:07
2. "The Other Man" (G. Vannelli, Freeland) - 3:37
3. "It's Over" (G. Vannelli, R. Vannelli, Freeland) - 3:40
4. "Here She Comes" (G. Vannelli) - 3:18
5. "Hurts to Be in Love" (G. Vannelli) - 3:39
6. "Total Stranger" (G. Vannelli, Freeland, Bill LaBounty) - 4:53
7. "Just a Motion Away" (G. Vannelli, R. Vannelli) - 4:18
8. "Imagination" (G. Vannelli) - 3:04
9. "How Much" (G. Vannelli) - 3:51

Nummers van Gino Vannelli